# 삼천포공업고등학교
삼천포공업고등학교(三千浦工業高等學校)는 대한민국 경상남도 사천시 동금동에 있는 공립 고등학교이다.

## 학교 연혁
- 1960년 4월 15일 : 삼천포제일고등학교 개교
- 1968년 3월 5일 : 삼천포공업고등학교 재개교(기계, 건축, 화공)
- 2009년 2월 13일 : 항공.조선기계 마이스터고 지정
- 2010년 3월 2일 : 마이스터고 1기생 100명 입학
- 2010년 10월 25일 : 1 기숙사 준공(수용인원 150명)
- 2011년 3월 31일 : 마이스터고 본관 교사동 신축(지하 1층, 지상 3층)
- 2012년 4월 6일 : 2 기숙사 준공(수용인원 150명, 총 수용인원 300명)
- 2018년 3월 2일 : 학과 개편(항공산업과 2학급, 조선산업과 2학급, 항공전기과 1학급)
- 2019년 7월 31일 : 실습 5동 증축 준공
- 2022년 3월 2일 : 제28대 김홍교 교장 취임
- 2022년 12월 23일 : 제61회 졸업장 수여식(마이스터 11기, 92명), 총 졸업생 수 10,601명
- 2023년 3월 6일 : 제64회 입학식(마이스터고 14기, 108명 입학)

## 설치 학과
- 항공전기과
- 항공산업과
- 조선산업과

## 참고 자료
- 삼천포공업고등학교 - 한국교육학술정보원 학교알리미